# A Nightmare On Elm Street
A Nightmare on Elm Street (dansk titel: Morderisk Mareridt eller Mareridt på Elm Street) er en serie horrorfilm, som havde stor succes i 1980'erne. Serien har navn fra den første film i serien, A Nightmare on Elm Street, som blev udgivet i 1984 skrevet og instrueret af Wes Craven. Hovedpersonen i alle filmene er den fiktive seriemorder Freddy Krueger, og spillet af Robert Englund i de fleste af filmene. Freddy Krueger blev sigtet for alle hans mord og kom i retten, men blev frifundet. Derefter opsøgte forældrene til de dræbte hans gemmested og brændte ham og hans hus ned til grunden. Derefter indgik Freddy en pagt med ”drømme-dæmonerne”, så han fik en speciel evne: At kunne angribe folk i deres drømme og mareridt, som han gør voldeligt og blodigt. Hvad der end sker med folk i deres drømme, sker med dem i virkeligheden. Før Freddy blev dræbt, havde han fremstillet et specielt håndvåben: 10 cm lange knive på en handske, som han bruger til at dræbe unge teenagere med.
Seriens stærke virkning kan have noget at gøre med dens alternative morder. Til forskel fra en 'simpel' morder, som findes, kan Freddy Krueger i teorien angribe og dræbe alle, fordi han eksisterer i drømme. Filmene udspiller sig hovedsageligt i en lille by, Springwood, og navnet menes at være en hentydning til bynavnet Springfield, som er et meget anvendt bynavn i USA. Det minder seeren om, at det kunne være en hvilken som helst lille by. Som Krueger siger i filmen Freddy's Dead: The Final Nightmare (1991) "Every town has an Elm Street." ("Alle byer har en Elm Street")

## Film med Freddy
I den originale serie med navnet A Nightmare on Elm Street er der fem film, herefter fulgte to film med titlerne Freddy's Dead (1991) og Wes Cravens: New Nightmare (1994). Freddy's Dead: The Final Nightmare indeholder en lang scene som er filmet i 3D, som ikke blev vist i biografen, men som er udgivet på DVD, hvor publikum får to sæt 3D-briller. Derudover optræder Freddy Krueger også i filmen Freddy vs. Jason (2003) hvor Freddy Krueger står over for morderen fra Fredag den 13.-filmene, Jason Voorhees. Der er også lavet en tv-serie med Freddy som vært, hvor han præsenterer forskellige korte novellefilm, alle med det gennemgående mareridt-tema, dog uden Freddy som hovedperson. Serien hed "Freddy's Nightmares" (1988). A Nightmare on Elm Street: Real Nightmares (2006) er en serie som kører på CBS i USA, med Freddy Krueger som host. Folk har skrevet deres mareridt og CBS fremstiller dem, så de kan overvinde deres værste frygt.
- A Nightmare on Elm Street (1984)
- A Nightmare on Elm Street 2: Freddy's Revenge (1985)
- A Nightmare on Elm Street 3: Dream Warriors (1987)
- A Nightmare on Elm Street 4: The Dream Master (1988)
- A Nightmare on Elm Street 5: The Dream Child (1989)
- Freddy's Dead: The Final Nightmare (1991)
- Wes Craven's: New Nightmare (1994)
- Freddy vs. Jason (2003)
- A Nightmare on Elm Street (2010)

- Freddy's Nightmares (sendt originalt fra 9 oktober 1988 til 11 marts 1990 med 44 afsnit

## Andre medier
Filmene blev i 1980'erne anset som kult og bliver det stadig. Derfor blev der produceret talrige forskellige produkter med A Nightmare on Elm Street og Freddy Krueger som lokkemad, uden at filmen havde noget at gøre med det. Herunder kan der bl.a. nævnes tegneserier, noveller, soundtracks fra filmene og videospil (til både Commodore 64 og Nintendo Entertainment System).